# Whitten Peak
Der Whitten Peak ist ein pyramidenförmiger und 445 m hoher Berg im Norden des Grahamland auf der Antarktischen Halbinsel. Auf der Trinity-Halbinsel bildet er das nordöstliche Ende des Blade Ridge am Westufer des Kopfendes der Hope Bay.
Teilnehmer der Schwedischen Antarktisexpedition (1901–1903) unter der Leitung Otto Nordenskjölds entdeckten ihn. Der Falkland Islands Dependencies Survey benannte ihn nach Robert Wakeham Whitten (1908–unbekannt), zwischen 1944 und 1945 Erster Maat auf dem Schiff Eagle in der zweiten Phase der Operation Tabarin.